# Корпорація Війна
Корпорація Війна (англ. War, Inc.) — американський фільм 2008 року жанру політичної сатири, трилер. В ролях Джон К'юсак, Гіларі Дафф, Маріса Томей, Джоан К'юсак, Ден Екройд та Бен Кінгслі. Джон К'юсак також був співсценаристом та співпродюсером. Стрічка вийшла на екрани 23 травня 2008. По касовим зборам кіно провалилося, збираючи $1,296,184 із бюджетом у $10 мільйонів.

## Сюжет
Фільм розпочинається у барі в місті Нунавут, де найманий убивця Бренд Хаузер (Джон К'юсак) застрелює трьох чоловіків. Він фотографує їх на телефон, відсилає фотографії і після цього викидає телефон у палаюче відро для сміття.
Хаузер летить на літаку, отримуючи вказівки по місцю призначення та поради по виживанню від бортової навігаційної системи під ім'ям Джеррі (Монтель Вілліамс). Бренд отримує відеодзвінок від колишнього віце-президента (Ден Екройд), який дає йому його наступну місію: ліквідувати Омара Шаріфа (Любомир Нейков), CEO нафтової компанії Ugigas в Угігістані. Хаузеру повідомляється, що він буде працювати під Вайсроєм, особистість якого все ще утримується від подальшого розголошення. Віце-президент також каже Хаузеру, що його прикриттям буде роль хазяїна промислової виставки, який працює із Tamerlane, величезної корпорації, яка спеціалізується на рекламі. Він має провести виставку і гала весілля, і все ще зуміти вбити Омара Шаріфа, поки той не повернеться на літаку до Угігістану.
Хаузер їде до безпечного Смарадового міста, котре знаходиться посеред вигаданої пустелі країни Туракістан, в якій розгортається війна. В будівлі Tamerlane Бренд знайомиться із Маршою (Джоан К'юсак), його асистентом для місії. До нього підходить репортер Наталі Хегалхузен (Маріса Томей), яка намагається з його допомогою проникнути всередину будівлі. Наталі намагається дізнатися, чому вона не може потрапити в будівлю та деякі подробиці про Хаузера, але він викликає охорону, щоби вивести її з приміщення, не бажаючи розголошувати приватну інформацію про себе. Проте він запрошує її випити разом і вона погоджується. Хаузер відвідує Вайсроя в засекреченому місці положення, яке сховане в ресторані «Попай». Чуючи лише голос з-за екрану, Бренд дізнається від Вайсроя, що має робити. Хаузер має організувати наприкінці виставки весілля для Йоніки Бейбі (Гіларі Дафф), гіперсексуальної, центральноазійської поп-зірки. Бренд коротко зустрічається із Йонікою та її нареченим, Оой-Мі-Фей Такнуміні (Сергей Тріфунович).
Пізніше Наталі зустрічається із Хаузером в ресторані, де він надає їй повний доступ до виставки. Вона приїжджає на репетицію Йоніки, де її зустрічають Хаузер та Марша, після чого вони троє прямують дивитися виступу Йоніки. Її гіперсексуальність та сконцентрованість на Хаузері, провокують його на нудоту і він блює на пальто Наталі та йде геть. Після того як Бренд говорить із Джеррі, він випиває гарячий соус і у нього виникає ретроспекція минулого. Він бачить самого себе розмовляючим із товаришем-хітманом на ім'я Волкен (Бен Кінґслі) про те, що втомився вбивати і хоче піти. У нього з Волкеном виникає бійка, і Бренд стріляє в товариша та полишає його помирати у сміттєвозі.
Після отримання посилки із хімчистки з Німеччини, Хаузер йде до готелю, де зупинилася Наталі і віддає їй відчищене пальто. Він запрошує її на каву і зізнається, що має звичку пити гарячий соус, коли нервується. Наталі каже, що не відчуває до нього неприязні, і вони стають друзями. Пізніше до нього в офіс навідується Йоніка. Вона намагається спокусити його, але він відсікає її. Після цього Бренд йде в ресторан на зустріч із Шаріфом та Наталі. Опісля Хаузер відвозить Наталі додому і вона цілує його в машині. Збентежена своїм вчинком, вона вискакує з машини.
Наступного дня Наталі зустрічається з Брендом і просить його надати їй доступ до Смарагдового міста. Він дає їй картку-перепустку, яку йому дали оператори зі Спільноти мистецтв. Пізніше він відвідує Йоніку та чує як вона співає прекрасну баладу; з цього моменту він починає розвивати батьківські почуття до неї.
Тим часом, Наталі купує обкладинку порнографічного відео, яке оператори планували зняти в шлюбну ніч Йоніки та таємно відіслати в американську пресу. Після конфронтації із Оой-Мі-Фейєм, який був залучений у планування зйомки порно-відео, Хаузер вирішує, що єдиний шанс продовжувати весілля в спокої — це звалити вину на друга Оой-Мі-Фейя, Боді Бундханга. Боді висліджує Бренда і намагається вбити його в будинку, де Йоніка має давати інтерв'ю. Там 
Хаузер розкриває своє минуле Наталі та Йоніці, і розповідає їм що його дружина була вбита, а дочка викрадена. Його переривають постріли і він вибігає в іншу кімнату, вимушений боротися із Боді. Бренд вбиває Боді на очах Наталі та Йоніки, які після цього нажахані тікають з будинку. Вони сідають в таксі, де Йоніка просить Наталі бути її подружкою нареченої; Наталі погоджується. За шість годин до весілля Хаузер отримує відео групи терористів, які взяли Наталі в заручники. Хаузер їде до сусіднього міста під назвою Фаллаф, рятує Наталі і вирушає до кімнати 1101, де він запланував зустрітися та вбити Шаріфа. Проте у Бренда змінюється ставлення і він дозволяє Шаріфу жити. З вдячністю, Омар повідомляє йому, що "остаточне курча яструба знаходиться неподалік". Розуміючи, що це означає Хаузер прямує до таємного місця положення Вайсроя і ламає скло, за яким знаходився чоловік. Вайсроєм виявляється Волкен — чоловік, який вбив дружину Бренда і викрав його дочку.
Хаузер вимагає від Волкена сказати, що той зробив з його дочкою, і дізнається, що Йоніка є його дочкою. Бренд спішить на весілля, аби розказати все Йоніці і встигає якраз перед тим, як Волкер руйнує всю будівлю. При цьому Волкер сам випадково помирає. Хаузер, Наталі та Йоніка виживають. Вони вирушають до літаку, на якому мали відлітати щойно одружені. Опиняючись на літаку, троє рятуються. Проте глядачам показується, як за літаком летить ракета. Сцену обриває виступ віце-президента, який оголошує мету атакувати Угігістан, звинувачуючи країну за бомбардування Смарагдового міста і терористичні атаки в Туракістані.

## У ролях
- Джон К'юсак — Бренд Хаузер
- Гіларі Дафф — Йоніка Бейбі
- Маріса Томей — Наталі Хегалхузен
- Бен Кінґслі — Волкен
- Джоан К'юсак — Марша Діллон
- Ден Екройд — колишній віце-призедент
- Бен Кросс — Медуза Хеїр
- Любомир Нейков — Омар Шаріф
- Сергей Тріфунович — Оой-Мі-Фей Такнуміні
- Ніколай Станоев — Боді Бундханг
- Башар Рахаль — хлопець із музичного відео
- Нед Білламі — Зублех / Оой-Ю-Фей Такнуміні
- Монтель Вілліамс — GuideStar
- Джон Маклафлін — Джон Маклафлін

## Зйомки
«Корпорація Війна» є неформальним сиквелом до фільму 1997 року «Убивство в Гросс-Поїнт». Обидва фільми подібні за стилем, в обох грають Джон К'юсак, Джоан К'юсак та Ден Екройд. В інтерв'ю Джоан К'юсак сказала: «Я думаю в якомусь сенсі «Корпорація Війна» є «Убивством в Гросс-Поїнт 2»». Джон К'юсак описав стрічку як «духовного кузена «Убивства в Гросс-Поїнт»».
Робочою назвою проекту була «Бренд Хаузер: Всяке трапляється». Частково сюжет базується на статті Наомі Кляйн в журналі «Harper» «Багдатський нульовий рік».
Зйомки фільму «Корпорація Війна» проходили в пізньому жовтні 2006 в Болгарії.

## Рецензії
В більшості випадків фільм отримав негативні рецензії критиків. Сайт Rotten Tomatoes оцінив фільм у 29%, базуючись на 78 рецензіях. Консенсус сайту описав кіно як «спробу осатиризувати комплекс військової промисловості, але в цілому при цьому ця спроба прогавила свою ціль». Сайт Metacritic дав фільму рейтинг у 37%, базуючись на 21 рецензіях.
Роджер Еберт оцінив фільм у 2 із 4 зірок, описуючи його як «хоробру та амбіційну, але хаотичну спробу політичної сатири». Він похвалив К'юсака за хоробрість і відданість зробити безкомпромісний фільм, але при цьому бажав би, аби це кіно сподобалось йому більше.
Філіп Марчард з Toronto Star розкритикував грубу сатиру фільму; він не був вражений Деном Екройдом у ролі персонажа із поведінкою Діка Чейні. Марчард засудив стрічку за її спробу оживити персонажа К'юсака із фільму «Убивство в Гросс-Поїнт». Йому не сподобався швидкий темп, велика кількість стрілянини, але в кінцевому рахунку Марчард схвалив «сатиризацію корумпованої політики».
Рейхан Харманчі скаржилась на спроби фільму бути розумним, але при цьому відчувається, що він ставиться до свого глядача як до ідіота.

## Касові збори
Кіно вийшло на екрани лише двох кінотеатрів США 23 травня 2008. На перший вікенд стрічка зібрала в цих двох кінотеатрах $36,600. Незадовго почався показ ще у 30 кінотеатрах США. Покази закінчилися 7 серпня 2008. Касові збори за весь час показів складали $580,862.

## Нагороди
Фільм отримав номінацію на Razzie Award у категорії Найгірший підтримуючий актор (англ. Worst Supporting Actor) (Бен Кінґслі).

## Реліз на DVD
Вихід фільму на DVD був запланований на 1 липня 2008, але був відкладений через потребу протягнути стрічку на екранах кінотеатрів якомога довше. 14 жовтня 2008 стрічка вийшла на DVD і за перший вікенд зібрала $883,364, продаючи 60,534 DVD примірників.